# Raphael Huber
Raphael Huber (* 18. Juli 1988 in Tirol) ist ein österreichischer Jazzmusiker (Tenor- und Sopransaxophon, auch Klarinette, Flöte, Komposition), der auch in anderen Genres tätig ist.

## Leben und Wirken
Huber, der in Hatting aufwuchs,  spielte zunächst Blockflöte und probierte Gitarre aus, um dann in der örtlichen Musikkapelle Saxophon zu lernen. Am Mozarteum Salzburg (Standort Innsbruck) studierte er klassisches Saxophon bei Martin Steinkogler und Peter Girstmair, um 2014 sein Bachelorstudium mit Auszeichnung zu absolvieren. Von 2014 bis 2018 studierte er  an der Hochschule für Musik und Theater München im Bachelorstudiengang Jazz-Saxophon bei Florian Trübsbach.
Huber gehörte seit 2018 als Solist der Jazzrausch Bigband an, mit der vier Alben entstanden, aber auch der aus der Musikkapelle Hatting entstandenen Clarimusi. Er war auch Mitglied im Symphonieorchester Tirol und dem Jazzorchester Tirol. Mit seinem Septett Grapha spielte er 2020 in eigenen Arrangements und Kompositionen das Album Böslecker ein, das gute Kritiken erhielt; der Auftritt beim Jazzfest Passau 2021 wurde vom Bayerischen Rundfunk mitgeschnitten.  Mit Schizofrantik legte er 2021 das Album Funk from Hell vor.